# フィレンツェ公国

フィレンツェ公国
Ducato di Firenze (イタリア語)

フィレンツェ公国の位置（1548年）

フィレンツェ公国（フィレンツェこうこく、伊: Ducato di Firenze）は、16世紀のイタリアに存在した国家である。首都はフィレンツェ。
1532年、神聖ローマ皇帝カール5世によりアレッサンドロ・デ・メディチにフィレンツェ公の位が与えられると、メディチ家に事実上支配されていたフィレンツェ共和国はフィレンツェ公国となった。
1537年にアレッサンドロが暗殺されると、傍系であるコジモ1世・デ・メディチが後を継いだ。
1555年にはシエーナ共和国との戦争が終わり、1559年のカトー・カンブレジ条約によりシエーナを併合した。
1565年に、息子のフランチェスコが、前神聖ローマ皇帝フェルディナント1世の娘ヨハンナと結婚し、神聖ローマ帝国との結びつきをさらに強めた。
1569年にコジモ1世が大公位を得ると、フィレンツェ公国はトスカーナ大公国へと変わった。